# Мартік Тауншип (округ Ланкастер, Пенсільванія)
Мартік Тауншип (англ. Martic Township) — селище (англ. township) в США, в окрузі Ланкастер штату Пенсільванія. Населення — 5221 особа (2020).

## Демографія
Згідно з переписом 2010 року, у селищі мешкало 5190 осіб у 1835 домогосподарствах у складі 1461 родини. Було 1920 помешкань
Расовий склад населення:
| - 98,5 % — білих - 0,2 % — корінних американців - 0,2 % — чорних або афроамериканців - 0,1 % — азіатів |

До двох чи більше рас належало 0,8 %. Частка іспаномовних становила 1,7 % від усіх жителів.
За віковим діапазоном населення розподілялося таким чином: 26,2 % — особи молодші 18 років, 63,1 % — особи у віці 18—64 років, 10,7 % — особи у віці 65 років та старші. Медіана віку мешканця становила 40,2 року. На 100 осіб жіночої статі у селищі припадало 103,3 чоловіків;  на 100 жінок у віці від 18 років та старших — 103,5 чоловіків також старших 18 років.
Середній дохід на одне домашнє господарство  становив 80 703 долари США (медіана — 64 735), а середній дохід на одну сім'ю — 89 030 доларів (медіана — 68 651). Медіана доходів становила 49 388 доларів для чоловіків та 41 250 доларів для жінок. За межею бідності перебувало 7,6 % осіб, у тому числі 11,7 % дітей у віці до 18 років та 7,2 % осіб у віці 65 років та старших.
Цивільне працевлаштоване населення становило 2827 осіб. Основні галузі зайнятості: освіта, охорона здоров'я та соціальна допомога — 18,7 %, виробництво — 12,5 %, роздрібна торгівля — 10,9 %, будівництво — 10,5 %.